# 度会町立中川小学校
度会町立中川小学校（わたらいちょうりつなかがわしょうがっこう）は、三重県度会郡度会町麻加江にあった公立小学校。

## 概要
- 閉校当時
  - 校地面積：9,738m2
  - 校舎：鉄筋3階建て、延べ面積 1,881m2
  - 運動場：面積 4,750m2
  - 体育館：面積 805m2
  - プール：中高学年用：25m×5コース 水深1.0 - 1.2m、低学年用：水深60cm。管理棟の面積は126m2で、男女更衣室、シャワールームなどがある[1]。
  - 第2グラウンド：校舎から南へ約400mにある照明設備を備えたグラウンド。面積 約5,600m2[2]。

## 沿革
- 1875年（明治8年）11月 - 長原、坂井、立花、注連指（しめさす）、麻加江（まかえ）、田口の各村に寺院、会所等を仮校舎として学校を設立する。
- 1876年（明治9年）11月 - 各学校、下等小学校と改称する。
- 1882年（明治15年） - 麻加江の学校を精暢学校（せいよう―）と称して、初等科、中等科を設置する。他の学校は分校として、初等科を設置する。
- 1888年（明治21年）9月 - 田口に精暢小学簡易授業所（田口、注連指、麻加江）、長原に長原小学簡易授業所（長原、坂井）を設置する。
- 1890年（明治23年）4月 - それぞれの小学簡易授業所を尋常小学校に改称する。
- 1903年（明治36年）1月 - 麻加江に新校舎が完成、各校を統合して中川尋常小学校が創立する。1月10日を創立記念日とする。
- 1904年（明治37年）4月 - 補習科（2年）を併設する。
- 1908年（明治41年）4月 - 義務教育年限延長により、尋常科を6ヵ年とし、補習科を廃止する。
- 1911年（明治44年）4月 - 高等科（2年）を併設し、中川尋常高等小学校と改称する。
- 1913年（大正2年）12月 - 校舎を増築する。
- 1933年（昭和8年）4月 - 高等科が2学級となり、全8学級となる。
- 1935年（昭和10年）11月 - 校舎を改築する。（第1棟、第2棟）
- 1941年（昭和16年）4月 - 国民学校令の施行に伴い、中川村国民学校と改称する。
- 1947年（昭和22年）4月 - 学校教育法の施行に伴い、中川村立中川小学校と改称する。
- 1955年（昭和30年）4月 - 町村合併により、度会村が発足するのに伴い、度会村立中川小学校と改称する。
- 1958年（昭和33年）6月 - 校舎の第3棟を新築する。
- 1959年（昭和34年）9月 - 伊勢湾台風により、校舎に大きな被害を受ける。
- 1960年（昭和35年）11月 - 校舎の復旧工事が完了する。
- 1968年（昭和43年）1月 - 度会町の町制施行に伴い、度会町立中川小学校と改称する。校旗を制定する。
- 1969年（昭和44年）8月 - 講堂を改修、校舎を整備する。
- 1971年（昭和46年）3月 - 校歌を制定する。
- 1988年（昭和63年） - 体育館を建築する[3]。
- 1990年（平成2年） - 鉄筋3階建ての校舎を建設する[3]。
- 1995年（平成7年）8月1日 - プールの完成式を挙行する[4]。
- 1997年（平成9年） - 第2グラウンドの完成式を挙行する[2]。
- 2008年（平成20年）3月31日 - 度会町内小学校の統合に伴い、閉校する[5]。（度会町立度会小学校へ統合）

### 跡地利用
廃校と前後して、度会町では検討委員会を立ち上げて跡地利用を検討し、三重県内の医療法人から特別養護老人ホームとしての利用を打診された。しかし同法人は県の介護保険事業計画の選定から漏れたため撤退し、新たに医療法人吉創会が「医療福祉複合型施設わたらい」として2010年（平成22年）7月に利用を開始した。

## 周辺
- 度会中川郵便局
- JA伊勢 度会支店 中川

## 交通アクセス
- 三重交通バス 伊勢市駅前から「注連指（しめさす）」または「上田口（かみたぐち）」行きに乗車約42分、「麻加江」停留所下車

## 著名な出身者
- 山根佐由里 - ソフトボール選手